# William Whyte
William Whyte, född 16 augusti 1903, död november 1964, var en friidrottare från Australien. Han deltog vid olympiska sommarspelen 1928.